# Linda Hofstad Helleland
Linda Cathrine Hofstad Helleland, född 26 augusti 1977 i Klæbu, är en norsk politiker inom Høyre och författare som sedan 2009 varit stortingsledamot för Trøndelag. Mellan 2020 och 2021 var hon distrikts- och digitaliseringminister i Regeringen Solberg. Hon var tidigare kulturminister 2015 till 2018 och barn- och jämställdhetsminister från 2018 till 2019. Från 2017 är hon vice ordförande för World Anti-Doping Agency.